# Cytinaceae
Famille
Classification APG III (2009)
Genres de rang inférieur
- Bdadophyllum
- Cytinus

Les Cytinaceae (les Cytinacées) sont une famille de des plantes à fleurs dicotylédones de l'ordre des Malvales. Elle comprend moins de dix espèces réparties en 2 genres.
Ce sont des plantes parasites sans chlorophylle, des régions tempérées à tropicales, originaires du bassin méditerranéen, du Mexique, d'Afrique du Sud et de Madagascar. En France, elle est représentée par la Cytinelle (Cytinus hypocistis) parasite du ciste à fleur blanche sur le pourtour méditerranéen.

## Étymologie
Le nom vient du genre type Cytinus qui dérive du grec κυτίνος / kytinos, nom utilisé par Théophraste et Pline pour nommer la fleur ou le fruit du grenadier qui ressemblent à cette plante.

## Classification
Précédemment incorporées dans les Rafflésiacées, la classification phylogénétique APG II (2003) les situe pour l'instant dans les familles de position incertaine (ou dans l'ordre des Malvales d'après le site Angiosperm Phylogeny Website).

## Liste des genres
Selon NCBI (22 juin 2010), Angiosperm Phylogeny Website (22 juin 2010) et DELTA Angio (22 juin 2010) :
- Bdallophytum (en)
- Cytinus

## Liste des espèces
Selon NCBI (22 juin 2010) :
- genre Bdallophytum
  - Bdallophytum americanum
- genre Cytinus
  - Cytinus hypocistis
  - Cytinus ruber
  - Cytinus sp. 4339